# Ferdinand de Macar
 (mars 2025).
Ferdinand Charles Antoine Balthasar Guillaume de Macar, né le 13 décembre 1830 à Valenciennes et mort le 30 mars 1913  à Bruxelles est un homme politique belge.

## Biographie
Ferdinand de Macar, membre de la famille De Macar, est le fils unique, outre deux filles, du sénateur libéral Charles Ferdinand de Macar et d'Henriette Meeûs. Il épouse Delphine de Potesta (1828-1899) et ils ont deux fils et trois filles, dont il reste encore aujourd'hui des descendants. Une de ses filles, Louise-Marie, épouse Paul de Moffarts, sénateur de la province de Luxembourg. En 1881, il obtient l'extension de son titre de baronnial à tous ses descendants.
Docteur en droit, Ferdinand de Macar devient député libéral du district de Huy de 1863 à 1892. Il est également conseiller communal et bourgmestre d'Hermalle-sous-Huy. Il est également gouverneur de la province de Liège de 1847 à 1863. Professionnellement, il est industriel et chef d'entreprise. Il est entre autres directeur de la Société de la Nouvelle Montagne et de diverses mines de charbon.
En 1886, il devient membre effectif du Conseil de la noblesse et en devient le président en 1900. En 1910, il démissionne du Conseil.